# Moment (Integration)
Momente sind in Naturwissenschaften und Technik Kenngrößen einer Verteilung, welche die Lage und Form dieser Verteilung beschreiben. Sie werden durch Integration über die mit einem potenzierten Abstand gewichteten Verteilung berechnet. Die Aufgabe, aus vorgegebenen Momenten Lage und Form der Verteilung zu ermitteln, heißt Momentenproblem.
Momente verschiedener Art spielen wichtige Rollen in der Stochastik, technischen Mechanik und Bildverarbeitung.

## Formen und Ausprägungen

### Geschichte und Entwicklung
Das Konzept von Momenten hat seinen Ursprung in der Betrachtung von Kräftegleichgewichten bei Waagen. Franciscus Maurolicus (1494–1575) verwendete den Begriff „Momentum“ explizit, um die Stärke der drehenden Kraft zu beschreiben, mit der an einem Hebelarm befestigte Gewichte auf eine Waage wirken. Galileo Galilei zeigte dann 1638, dass die Stärke eines solchen „Moments des Gewichts“ dem Flächeninhalt des aus Abstand und Gewichtskraft gebildeten Rechtecks entspricht. Auf Grundlage von diesem Konzept entwickelte sich der heutige, abstraktere Begriff.

### Kontinuierliche und diskrete Verteilungen
Für die Definition eines Momentes bei diskreten Verteilungen lässt sich als Beispiel eine Verteilung von Massenpunkten auf einer Linie betrachten. Bezeichnet {\displaystyle x_{i}} den Abstand von einem Bezugspunkt und {\displaystyle \alpha _{i}} die Masse der i-ten Punktmasse, so ist das n-te Moment der i-ten Punktmasse das Produkt aus Masse und der n-ten Potenz des Abstandes: {\displaystyle x_{i}^{n}\cdot \alpha _{i}}. Der Exponent {\displaystyle n} ist dabei eine natürliche Zahl und wird Ordnung oder Grad des Momentes genannt. Um das Moment {\displaystyle m} der gesamten Massenverteilung zu erhalten, werden die Momente aller Punktmassen addiert:
{\displaystyle m_{n}=\sum _{i}x_{i}^{n}\alpha _{i}.}
Das nullte Moment ist die Gesamtmasse. Das erste Moment beschreibt die Lage der Verteilung. Wenn das erste Moment durch die Gesamtmasse geteilt wird, was einer Normierung der Verteilung auf Eins entspricht, erhält man den Abstand des Massenmittelpunktes vom Bezugspunkt. Das Moment zweiter Ordnung ist das Massenträgheitsmoment (siehe unten).
Auf gleiche Art und Weise lässt sich ein Moment für kontinuierlichen Verteilungen definieren. Hier besteht die Verteilung nicht aus einzelnen Massepunkten, sondern einem Körper mit kontinuierlicher Massenverteilung. Diese Verteilung wird durch ihre Dichtefunktion (Masse pro Längeneinheit) {\displaystyle \rho (x)} charakterisiert. Die Momente der Verteilung erhält man durch Integration:
{\displaystyle m_{n}=\int _{\mathbb {R} }x^{n}\rho (x)\,\mathrm {d} x.}
Mithilfe des Lebesgue-Integrals lassen sich beide Definitionen zusammenfassen, um Momente für allgemeinere, durch ein Maß {\displaystyle \mu } gegebene Verteilungen zu definieren:
{\displaystyle m_{n}=\int _{\mathbb {R} }x^{n}\mathrm {d} \mu (x).}
Anstelle von Massenverteilungen lassen sich Verteilungen beliebiger anderer Größen, beispielsweise Wahrscheinlichkeiten betrachten. Ist {\displaystyle X} eine Zufallsvariable mit Wahrscheinlichkeitsverteilung {\displaystyle \mu }, so ist das {\displaystyle n}-te Moment der Erwartungswert von {\displaystyle X^{n}}. Das zentrierte zweite Moment (siehe unten) ist die Varianz. Die Variable {\displaystyle x}, die sich als Abweichung oder Abstand interpretieren lässt, kann statt aus {\displaystyle \mathbb {R} } auch aus {\displaystyle \mathbb {R} ^{d}} oder {\displaystyle \mathbb {C} } gewählt werden.

### Momente in mehreren Dimensionen
Bei Momenten in mehreren Dimensionen müssen die Komponenten in Richtung der Basisvektoren einzeln potenziert werden. So ergibt sich in zwei Dimensionen für das Moment p+q-ter Ordnung:
{\displaystyle m_{p+q}=\int x^{p}y^{q}\mathrm {d} \mu (x,y)}
Ein solches Moment ist somit abhängig von der Wahl der Basis sowie den einzelnen Potenzen p und q. Beispielsweise bei der Berechnung von Flächenmomenten ({\displaystyle \rho =1}) werden in kartesischen Koordinaten axiale und gemischte Momente unterschieden. Bei axialen Momenten sind die Potenzen bis auf eine Richtung Null (z. B. p = 2, q = 0). Bei gemischten Momenten, auch Kreuz- oder Verbundmomente genannt, tragen Faktoren unterschiedlicher Richtungen bei (z. B. p = 1, q = 1). Gemischte Momente sind die Deviationsmomente eines Trägheitstensors oder die Kovarianz von Zufallsvariablen.
Bei den polaren Momenten werden nicht Achsabstände, sondern der Abstand {\displaystyle r} zum Ursprung, also die Radialkomponente in Polarkoordinaten potenziert.

### Wechsel des Bezugspunktes und zentrierte Momente
Momente vom Grad größer als Null sind im Allgemeinen von der Lage des Bezugspunktes abhängig. Zwei Momente lassen sich nur sinnvoll addieren, wenn sie sich auf den gleichen Punkt beziehen.
Aus dem Moment {\displaystyle m_{1}} ersten Grades, das sich auf den Ursprung des Koordinatensystems bezieht, kann wie folgt ein Moment {\displaystyle m_{1}'}, bezogen auf {\displaystyle x'}, berechnet werden, wobei {\displaystyle m_{0}} das nullte Moment ist:
{\displaystyle m_{1}'=\int _{\mathbb {R} }(x-x')\rho (x)\,\mathrm {d} x=\int _{\mathbb {R} }x\rho (x)\,\mathrm {d} x-x'\int _{\mathbb {R} }\rho (x)\,\mathrm {d} x=m_{1}-x'm_{0}}
Der zusätzliche Term {\displaystyle x'm_{0}} wird auch als Versatzmoment bezeichnet. Allgemein lässt sich mit dem binomischen Lehrsatz für die Umrechnung von einem Moment {\displaystyle m_{n}} vom Grad n in ein Moment {\displaystyle m_{n}'} bezogen auf den um {\displaystyle x'} verschobenen Ursprung zeigen, dass
{\displaystyle m_{n}'=m_{n}+\sum _{k=0}^{n-1}{\binom {n}{k}}(-x')^{n-k}m_{k}}
Für ein Moment zweiten Grades ist diese Relation als Steinerscher Satz und in der Stochastik als Verschiebungssatz bekannt. Wenn alle Momente {\displaystyle m_{m}} vom Grad {\displaystyle m<n} Null sind, so ist das Moment {\displaystyle m_{n}} unabhängig von der Wahl des Bezugspunktes. So ist beispielsweise ein Drehmoment von einem Kräftepaar unabhängig von der Wahl des Bezugspunktes, da die Summe aller Kräfte Null ist.
Um Vergleichbarkeit herzustellen, wird der Bezugspunkt häufig so gewählt, dass das erste Moment Null ist. Ein solches Moment wird zentral oder zentriert genannt. Es bezieht sich dann auf den Mittelpunkt der Verteilung, beispielsweise den Erwartungswert oder Schwerpunkt. Das n-te zentrierte Moment berechnet sich durch
{\displaystyle {\bar {m}}_{n}=\int _{\mathbb {R} }\left(x-{\frac {m_{1}}{m_{0}}}\right)^{n}\rho (x)\,\mathrm {d} x,}
wobei {\displaystyle m_{0}} das nullte Moment und {\displaystyle m_{1}} das erste (nicht zentrierte) Moment bedeutet.

### Momente von Vektorfeldern

Vektorielle Berechnung eines Moments. Die Richtung des Moments zeigt senkrecht aus der Papierebene heraus.

In der Physik gibt es häufig vektorwertige Größen. Sie haben neben ihrem Betrag auch eine Richtung. Einer Verteilung einer vektorwertigen Größe im Raum, also einem Vektorfeld {\displaystyle {\vec {\rho }}({\vec {r}})}, lassen sich ebenfalls Momente zuordnen. Eine solche Größe ist beispielsweise das Drehmoment ({\displaystyle {\vec {\rho }}} ist hierbei die Kraft-Verteilung), das magnetische Moment ({\displaystyle {\vec {\rho }}} ist hierbei  die Stromdichte-Verteilung) oder der Drehimpuls (früher auch Impulsmoment genannt, {\displaystyle {\vec {\rho }}} ist hierbei  die Impuls-Verteilung).
Für ein Vektorfeld {\displaystyle {\vec {\rho }}({\vec {r}})} ist das Moment erster Ordnung ein Vektor, der durch das Integral über das Kreuzprodukt {\displaystyle {\vec {r}}\times {\vec {\rho }}({\vec {r}})} gegeben ist:
{\displaystyle {\vec {m}}_{1}=\int {\vec {r}}\times {\vec {\rho }}({\vec {r}})\,\mathrm {d} ^{3}r}
Wenn die Komponente eines Moments bezüglich einer bestimmten Richtung zu berechnen ist, sind immer nur die Anteile der Vektoren des Vektorfelds zu verwenden, die orthogonal zu dieser Richtung sind. Wählt man ein kartesisches Koordinatensystem, so ist beispielsweise die z-Komponente des Moments durch die „Dichten“ {\displaystyle \rho _{x}({\vec {r}})} und {\displaystyle \rho _{y}({\vec {r}})} zu berechnen.

### Trigonometrische Momente
Hat {\displaystyle \mu } lediglich eine Winkelabhängigkeit, so lässt sich ein trigonometrisches Moment definieren. Dazu wählt man {\displaystyle x=e^{\mathrm {i} \theta }} aus den komplexen Zahlen und erhält
{\displaystyle m_{n}=\int _{0}^{2\pi }e^{\mathrm {i} \theta n}\mathrm {d} \mu (\theta )}

## Momentenproblem
Das Momentenproblem ist ein klassisches Problem der Analysis. Statt aus einer Verteilung die Momente zu berechnen, sollen aus einer gegebenen Folge von Momenten {\displaystyle (m_{n})} Rückschlüsse auf eine mögliche Verteilung {\displaystyle \mu } gezogen werden.

## Beispiele aus der Mechanik

### Das Kraft- oder Drehmoment
Das Drehmoment ist das Produkt aus Kraft und Hebelarm. Es ist das in der Technik am häufigsten vorkommende Moment. Das Wort Moment wird daher vielfach als Abkürzung oder als Synonym für Drehmoment gebraucht. Für spezielle Drehmomente werden zusammengesetzte Begriffe mit Namensteil -moment, aber ohne Dreh- gebraucht. Beispiele sind:
- Antriebsmoment,
- Lastmoment,
- Biegemoment und
- Torsionsmoment.

Wirken mehrere Kräfte, so lassen sich diese zu einem Drehmoment oder einer resultierenden Kraft mit resultierendem Hebelarm zusammenfassen. Auch linear (Linienkraft) oder flächig (Flächendruck) verteilte Kräfte lassen sich so zusammenfassen.

### Flächenmoment
Ebenfalls häufig verwendete Momente sind die Flächenmomente. Um ein Flächenmoment der Fläche {\displaystyle A\subset \mathbb {R} ^{2}} zu bestimmen, wählt man für {\displaystyle \rho } die charakteristische Funktion der Fläche
{\displaystyle \rho \colon \mathbb {R} ^{2}\to \{0,1\},\ r\mapsto {\begin{cases}1,&{\text{falls }}r\in A\\0,&{\text{sonst}}\end{cases}}}
Das nullte Flächenmoment ist der Flächeninhalt. Teilt man die Momente durch den Flächeninhalt, erhält man als erstes Flächenmoment den Schwerpunkt der Fläche. Das zentrierte Flächenmoment zweiten Grades ist das Flächenträgheitsmoment, das als Kenngröße für Querschnitte von Balken bei deren Festigkeits- und Verformungsberechnung dient.

Das Dreieck in der xy-Ebene

Als Beispiel wird ein Dreieck in der xy-Koordinatenebene betrachtet, das durch die Geraden x=4,y=0 und y=x/2 begrenzt ist. Der Flächeninhalt ist
{\displaystyle m_{0,0}=\int _{-\infty }^{\infty }\mathrm {d} x\int _{-\infty }^{\infty }\mathrm {d} y\;x^{0}y^{0}\rho (x,y)=\int _{0}^{4}\mathrm {d} x\int _{0}^{x/2}\mathrm {d} y=4}
Die x-Koordinate des Schwerpunkts ist
{\displaystyle S_{x}={\frac {m_{1,0}}{m_{0,0}}}={\frac {1}{4}}\int _{-\infty }^{\infty }\mathrm {d} x\int _{-\infty }^{\infty }\mathrm {d} y\;x^{1}y^{0}\rho (x,y)={\frac {1}{4}}\int _{0}^{4}\mathrm {d} x\int _{0}^{x/2}\mathrm {d} y\;x={\frac {8}{3}}}
Das axiale Flächenträgheitsmoment um die y-Achse berechnet sich aus dem Quadrat des x-Abstandes zum Schwerpunkt:
{\displaystyle I_{y}={\bar {m}}_{2,0}=\int _{0}^{4}\mathrm {d} x\int _{0}^{x/2}\mathrm {d} y\;(x-S_{x})^{2}={\frac {32}{9}}}

### Massenträgheitsmoment

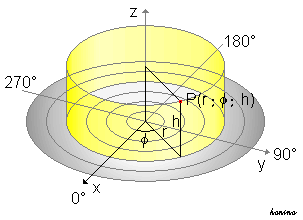
Zylinder

Das (Massen-)Trägheitsmoment {\displaystyle J} eines Körpers ist auf eine bestimmte Rotationsachse bezogen. Es gibt an, wie stark sich der Körper einer Drehbeschleunigung widersetzt. Das Trägheitsmoment ist ein Moment zweiten Gerades in Zylinderkoordinaten, bei dem der Abstand zur Rotationsachse {\displaystyle r} quadriert wird. Es berechnet sich durch Integration über eine Massenverteilung {\displaystyle \mathrm {d} \mu =\rho \ \mathrm {d} V}, wobei {\displaystyle \rho } die Massendichte (Masse pro Volumen) des Volumenelementes {\displaystyle \mathrm {d} V} ist.
Als Beispiel wird ein homogener Zylinder mit konstanter Dichte {\displaystyle \rho _{0}}, Radius {\displaystyle R}, Höhe {\displaystyle h} und der Masse {\displaystyle m_{Z}=\rho _{0}\pi R^{2}h} betrachtet. Das Trägheitsmoment dieses Zylinders für eine Rotation um die z-Achse ist dann gegeben durch das Integral:
{\displaystyle J=\int _{\mathbb {R} ^{3}}\mathrm {d} V\;r^{2}\rho (r,\phi ,z)=\rho _{0}\int _{0}^{2\pi }\mathrm {d} \phi \int _{0}^{h}\mathrm {d} z\int _{0}^{R}\mathrm {d} r\;r^{3}={\frac {\rho _{0}\pi hR^{4}}{2}}={\frac {1}{2}}m_{Z}R^{2}}